# Anton Mayer von Heldenfeld

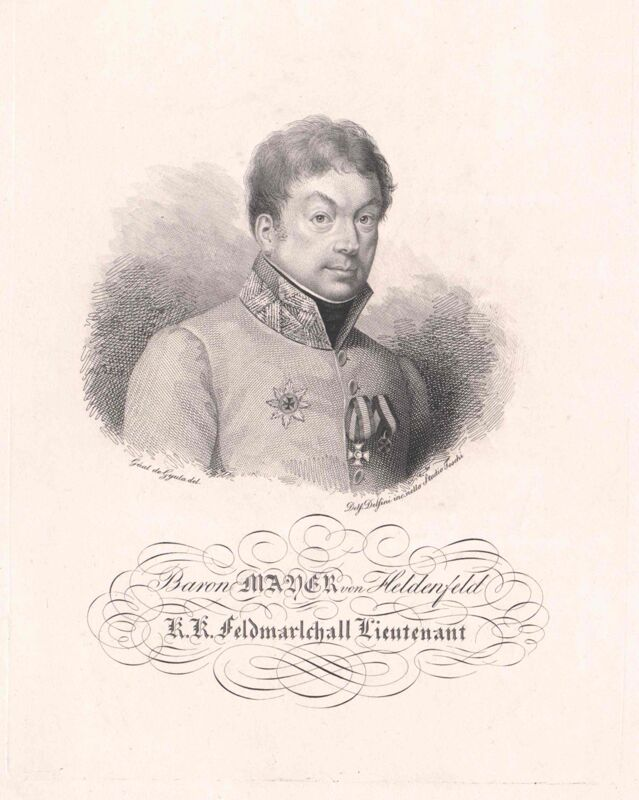
Anton Mayer von Heldenfeld (1765–1842)

Freiherr Anton Mayer von Helden(s)feld (* 1765 in Prag; † 2. Juni 1842 in Verona) war k. k. Feldzeugmeister, Ritter des Maria-Theresia-Ordens und zuletzt Kommandant der Festung Mantua sowie Inhaber des Infanterie-Regiment Nr. 45. Er wurde 1816 in den österreichischen Freiherrenstand aufgenommen.

## Herkunft
Er war der Sohn des Unterlieutenants der Coburg-Dragoner Johann Mayer. Dieser wurde 1777 mit dem Prädikat „von Heldenfeld“ in den Adelsstand erhoben. Sein Bruder Johann stand auch in österreichischen Diensten und stieg bis zum Generalmajor auf.  Der Feldmarschall-Lieutenant Moritz Gomez de Parientos war mit seiner Schwester Barbara verheiratet.

## Leben
Er kam bereits 1772 in die Wiener-Neustädter Militär-Akademie, wo er eine sorgfältige Ausbildung erhielt. 1783 kam er als Fahnenkadet in das Infanterie-Regiment No. 16 (Terzi) (nach ADB:Infanterieregiment Zedtwitz Nr. 13). Er fiel dort durch Klugheit und Tapferkeit auf und war bereits 1788 Oberlieutenant beim Generalquartiermeisterstab. 1793 kam er dann als Hauptmann zum Generalstab. Als solcher wurde er während des Ersten Koalitionskrieges bei verschiedenen Korps als Chef des Generalstabes. So stand er beim holländischen Korps unter Prinz von Oranien, dem preußischen unter General Knobelsdorff sowie den englischen unter General Herzog von York. Dabei beteiligte er sich an Ausarbeitung von Operationsentwürfen, Gefechtsplänen, Marsch- und Verpflegsdispositionen und nahm auch persönlich an zahlreichen Aktionen teil.
1793 zeichnete er sich in der Schlacht bei Famars, dem Gefecht bei Cysoing (23. Oktober 1793) und bei der Eroberung von Lannoy (28. Oktober) aus.
1794 nahm er an den Kämpfen bei Tournai und Templeuve, bei Oudenarde und Mecheln teil, 1795 bei Limburg und der Erstürmung der Weissenburger Linien. Für seine Leistungen wurde er 1795 außer der Reihe zum Major befördert. 1796 kam er zunächst zur Armee des Erzherzogs Karl, dann zum Korps Sztáray. Er zeichnete sich am 3. September 1796 in der Schlacht bei Würzburg so sehr aus, das nicht nur der Erzherzog ihm ein gutes Zeugnis ausstellte, sondern er wieder außer der Reihe zum Oberstleutnant befördert wurde. Ferner nahm er an der Gefechten an der Lahn, der Schlacht bei Schliengen teil. Bei der Belagerung von Kehl war er Chef des General-Quartiermeisterstabes. Im Jahr 1797 war er wieder im Hauptquartier des Erzherzogs Karls, der jetzt in Italien stand.
Während des Zweiten Koalitionskrieges stand er 1799 als Generalquartiermeister im Korps des Feldmarschall-Lieutenants Sztáray. Nach der Einnahme von Mannheim am 18. September 1799 wurde er zum Oberst befördert.
Nach dem Frieden von Luneville am 9. Februar 1801 erhielt er für seine Leistungen den Maria-Theresia-Orden.
Im Dritten Koalitionskrieg war er zunächst General-Quartiermeister bei der Armee in Deutschland, kam aber noch im Oktober 1805 als Generalstabschef nach Tirol, um dort in Verbindung mit der Armee in Italien unter Erzherzog Karl die Operationen zu leiten. Im Dezember wurde er zum General-Quartiermeister des Kaisers ernannt und nach dem Frieden von Preßburg General-Quartiermeister der Armee. Nach der Niederlage wurde der Erzherzog Karl Generalissimus ernannt und plante die Armee neu aufzubauen. Zu seinen Ratgebern zählte auch Mayer. Er entwarf einen Plan für eine zukünftige Grenzbefestigung im Westen, der vom Erzherzog und König befürwortet, aber nie umgesetzt wurde.
Mayer entwarf auch den Plan für den Feldzug von 1809. Aber als sich die Truppen in Marsch setzten, wurde Mayer als General-Quartiermeister abgelöst und als Kommandant nach Brood in Slavonien versetzt. Dieses glich einer Verbannung, auch wen die Hintergründe offiziell nie geklärt wurden. Hirtenfeld vermutet aber den dauernden Streit mit dem Feldmarschall-Lieutenant Graf Grünne und dem Generalmajor Wimpfen als Ursache. 10. September 1809 wurde Mayer zum Feldmarschall-Lieutenant befördert musste aber bis 1813 auf seine nächste Verwendung warten.
Während der Befreiungskriege erhielt er eine Division im Korps Klenau. Er kämpfte in der Schlacht bei Leipzig und bei der Blockade von Dresden. Er kam danach nach Italien, wo er in der Schlacht am Mincio kämpfte und dann die Blockade von Mantua und Legnago leitete. Anschließend wurde er Kommandant der Festung Mantua.
Nach dem Krieg erhielt er am 8. Februar 1836 den Charakter als Feldzeugmeister ehrenhalber und ging in den Ruhestand. Er starb am 2. Juni 1842 in Verona und wurde auf dem Stadtfriedhof beigesetzt.

### Sonstiges
Von 1801 bis 1804 war er mit der Vermessung von Westgalizien beauftragt. Im Anschluss (1806/07) organisierte er die großen Triangulierung für das Kaiserreich. Daran beteiligt war auch der spätere Generalmajor Fallon.